# Villiers-le-Sec (Nièvre)
Villiers-le-Sec is een gemeente in het Franse departement Nièvre (regio Bourgogne-Franche-Comté) en telt 49 inwoners (2009). De plaats maakt deel uit van het arrondissement Clamecy.

## Geografie
De oppervlakte van Villiers-le-Sec bedraagt 1,4 km², de bevolkingsdichtheid is 35,5 inwoners per km².
De onderstaande kaart toont de ligging van Villiers-le-Sec (Nièvre) met de belangrijkste infrastructuur en aangrenzende gemeenten.

## Demografie
Onderstaande figuur toont het verloop van het inwonertal (bron: INSEE-tellingen).